# Neustadt (Aisch)-Bad Windsheim
Neustadt (Aisch)-Bad Windsheim é um distrito da Alemanha, na região administrativa da Média Francónia, estado de Baviera.

## Cidades e Municípios
- Cidades:

1. Bad Windsheim
2. Burgbernheim
3. Neustadt an der Aisch
4. Scheinfeld
5. Uffenheim

- Municípios:

1. Baudenbach
2. Burghaslach
3. Dachsbach
4. Diespeck
5. Dietersheim
6. Emskirchen
7. Ergersheim
8. Gallmersgarten
9. Gerhardshofen
10. Gollhofen
11. Gutenstetten
12. Hagenbüchach
13. Hemmersheim
14. Illesheim
15. Ippesheim
16. Ipsheim
17. Langenfeld
18. Markt Bibart
19. Markt Erlbach
20. Markt Nordheim
21. Markt Taschendorf
22. Marktbergel
23. Münchsteinach
24. Neuhof
25. Oberickelsheim
26. Obernzenn
27. Oberscheinfeld
28. Simmershofen
29. Sugenheim
30. Trautskirchen
31. Uehlfeld
32. Weigenheim
33. Wilhelmsdorf